# Vítězslav Pivoňka
Vítězslav Pivoňka (* 27. srpna 1969 Benešov) je český diplomat, v letech 2014 až 2018 velvyslanec ČR v Ázerbájdžánu a v letech 2018 až 2024 velvyslanec ČR v Rusku.

## Život
V letech 1987 až 1991 vystudoval Pedagogickou fakultu Univerzity Karlovy v Praze (získal titul Mgr.). Následně pak ještě absolvoval postgraduální studium v oboru marketing na Vysoké škole ekonomické v Praze (1993 až 1994) a studium na Bridge Business College v australském Sydney (1997 až 1998).
Vítězslav Pivoňka je ženatý, má dvě děti (syna a dceru). Mezi jeho zájmy patří historie, literatura, sport a lov.

## Profesní kariéra
V letech 1993 až 1995 působil jako zástupce ředitele ve společnosti Victoria Ltd., mezi roky 1995 až 1997 byl vedoucím oddělení marketingu v Mladé frontě DNES, kterou tehdy vlastnila společnost MAFRA Ltd.
V letech 1999 až 2002 byl postupně zástupcem ředitele a ředitelem odboru administrativy a zpracování informací na Ministerstvu zahraničních věcí ČR. Mezi roky 2002 a 2005 působil jako generální konzul ČR ve slovenských Košicích. Následně se opět vrátil na Ministerstvo zahraničních věcí ČR, kde pracoval na odboru států jihovýchodní a východní Evropy (2005 až 2006).
Mezi lety 2006 až 2011 působil jako zástupce velvyslance ČR v ukrajinském Kyjevě. Od dubna 2010 do srpna 2011 zastával funkci chargé d'affaires ad interim (a.i.), tj. diplomatického pracovníka pověřeného dočasným vedením zastupitelského úřadu po dobu nepřítomnosti mimořádného a zplnomocněného velvyslance. V letech 2011 až 2013 vedl odbor služeb na Ministerstvu zahraničních věcí ČR.
V letech 2014 až 2018 zastával funkci mimořádného a zplnomocněného velvyslance ČR v Ázerbájdžánu. Od roku 2018 je mimořádným a zplnomocněným velvyslancem ČR v Rusku, kde vystřídal Vladimíra Remka. Agrément mu byl udělen dne 30. ledna 2018, pověřovací listiny předal dne 11. října 2018. V roce 2020 se zúčastnil Vojenské přehlídky na Rudém náměstí v Moskvě, kde zastupoval prezidenta Miloše Zemana, který účast zrušil kvůli opatřením proti šíření viru covid-19.
Z funkce byl odvolán v květnu 2024, a to s účinností k 31. květnu 2024. Poslední dva roky ve funkci přitom působil v České republice a v Moskvě Českou republiku zastupovali diplomaté na nižších úrovních. Server Lidovky.cz ještě v březnu 2024 uvedl, že jeho nástupcem by se mohl stát diplomat Daniel Koštoval.